# Harnett (Carolina del Norte)
Harnett es un área no incorporada ubicada del condado de Harnett en el estado estadounidense de Carolina del Norte. La comunidad se encuentra situada a lo largo U.S. Route 401 en la parte sur de municipio de Lillington en condado de Harnett entre Lillington y Bunnlevel. 